# Soilwork
A Soilwork svéd melodikus death metal, alternatív metal együttes. 

## Pályafutása
1995-ben alakultak Helsingborgban. Eredetileg Inferior Breed (alsóbbrendű faj) volt a nevük, egy évvel később változtatták  Soilworkre. Első nagylemezüket 1998-ban adták ki. Lemezeiket a Nuclear Blast jelenteti meg. A műfaj népszerű képviselői közé tartoznak.

## Diszkográfia
- Steelbath Suicide (1998)
- The Chainheart Machine (2000)
- A Predator's Portrait (2001)
- Natural Born Chaos (2002)
- Figure Number Five (2003)
- Stabbing the Drama (2005)
- Sworn to a Great Divide (2007)
- The Panic Broadcast (2010)
- The Living Infinite (2013)
- The Ride Majestic (2015)
- Verkligheten (2019)
- Övergivenheten (2022)